# Copa do Nordeste de Futebol Sub-20 de 2017
A Copa do Nordeste de Futebol Sub-20 de 2017 é a oitava edição da Copa do Nordeste de Futebol Sub-20. Competição organizada pela CBF, sediada em Sergipe e disputada por equipes dos estados da Região Nordeste do Brasil.
Os dezoito (18) clubes que participaram da edição de 2017 da Copa do Nordeste de profissionais e os dois (2) representantes foram escolhidos pelas federações estaduais, de acordo com a classificação em seus campeonatos da categoria.

## Regulamento
A Copa será disputada em quatro fases; na primeira fase os 20 clubes formarão cinco grupos com quatro clubes em cada, de onde se classificarão oito clubes para a segunda fase; desta fase em diante os clubes se enfrentarão em sistema eliminatório de jogo único. Na terceira fase, apenas os quatro melhores continuam na briga, formando assim a semifinal. Os dois vencedores dos confrontos chegam à grande final.
De acordo com o regulamento do regional, os critérios em caso de empate no número de pontos ao término da primeira fase serão os seguintes:
1. Maior número de vitórias
2. Melhor saldo de gols
3. Maior número de gols pró
4. Confronto direto
5. Menor número de cartões vermelhos recebidos
6. Menor número de cartões amarelos recebidos
7. Sorteio

## Participantes
As 20 equipes foram divididas em cinco grupos, e apenas os líderes de cada grupo e os três melhores segundos colocados se classificam para a próxima fase.
| Grupo A (Barra dos Coqueiros e Aracaju)       | Grupo B (Estância e Itabaianinha)                  | Grupo C (Aracaju)                             | Grupo D (Itabaiana)                         | Grupo E (Aracaju)                            |
| --------------------------------------------- | -------------------------------------------------- | --------------------------------------------- | ------------------------------------------- | -------------------------------------------- |
| - Sergipe - Atlético Cearense - Central - CRB | - Estanciano - Timon - Campinense - Sampaio Corrêa | - Vitória - CSA - River-PI - América de Natal | - Bahia - Moto Club - Botafogo-PB - Náutico | - Santa Cruz - Juazeirense - Fortaleza - ABC |

## Fase de Grupos

### Grupo A
Primeira rodada
| 17 de novembro | Atlético Cearense | 1 – 0 | Central | Estádio João Cruz, Barra dos Coqueiros |
| 16:00          |                   |       |         | Árbitro: ND                            |

| 17 de novembro | CRB | 2 – 2 | Sergipe | Arena Batistão, Aracaju |
| 21:00          |     |       |         | Árbitro: ND             |

Segunda rodada
| 19 de novembro | Sergipe | 4 – 0 | Atlético Cearense | Estádio João Cruz, Barra dos Coqueiros |
| 16:00          |         |       |                   | Árbitro: ND                            |

| 19 de novembro | Central | 1 – 0 | CRB | Arena Batistão, Aracaju |
| 16:00          |         |       |     | Árbitro: ND             |

Terceira rodada
| 21 de novembro | CRB | 2 – 1 | Atlético Cearense | Estádio João Cruz, Barra dos Coqueiros |
| 16:00          |     |       |                   | Árbitro: ND                            |

| 21 de novembro | Sergipe | 2 – 1 | Central | Arena Batistão, Aracaju |
| 16:00          |         |       |         | Árbitro: ND             |

### Grupo B
Primeira rodada
| 17 de novembro | Timon | 0 – 0 | Campinense | Estádio Souzão, Itabaianinha |
| 16:00          |       |       |            | Árbitro: ND                  |

| 17 de novembro | Sampaio Corrêa | 2 – 2 | Estanciano | Estádio Francão, Estância |
| 16:00          |                |       |            | Árbitro: ND               |

Segunda rodada
| 19 de novembro | Estanciano | 1 – 0 | Timon | Estádio Souzão, Itabaianinha |
| 16:00          |            |       |       | Árbitro: ND                  |

| 19 de novembro | Campinense | 1 – 1 | Sampaio Corrêa | Estádio Francão, Estância |
| 16:00          |            |       |                | Árbitro: ND               |

Terceira rodada
| 21 de novembro | Sampaio Corrêa | 1 – 0 | Timon | Estádio Souzão, Itabaianinha |
| 16:00          |                |       |       | Árbitro: ND                  |

| 21 de novembro | Estanciano | 2 – 1 | Campinense | Estádio Francão, Estância |
| 16:00          |            |       |            | Árbitro: ND               |

### Grupo C
Primeira rodada
| 17 de novembro | CSA | 1 – 4 | River-PI | Sabino Ribeiro, Aracaju |
| 16:00          |     |       |          | Árbitro: ND             |

| 17 de novembro | Vitória | 1 – 0 | América de Natal | Sabino Ribeiro, Aracaju |
| 20:00          |         |       |                  | Árbitro: ND             |

Segunda rodada
| 19 de novembro | River-PI | 4 – 1 | Vitória | Sabino Ribeiro, Aracaju |
| 16:00          |          |       |         | Árbitro: ND             |

| 19 de novembro | América de Natal | 2 – 1 | CSA | Sabino Ribeiro, Aracaju |
| 20:00          |                  |       |     | Árbitro: ND             |

Terceira rodada
| 21 de novembro | Vitória | 3 – 0 | CSA | Sabino Ribeiro, Aracaju |
| 16:00          |         |       |     | Árbitro: ND             |

| 21 de novembro | América de Natal | 0 – 0 | River-PI | Sabino Ribeiro, Aracaju |
| 20:00          |                  |       |          | Árbitro: ND             |

### Grupo D
Primeira rodada
| 17 de novembro | Moto Club | 1 – 1 | Botafogo-PB | Etelvino Mendonça, Itabaiana |
| 16:00          |           |       |             | Árbitro: ND                  |

| 17 de novembro | Bahia | 0 – 0 | Náutico | Etelvino Mendonça, Itabaiana |
| 20:00          |       |       |         | Árbitro: ND                  |

Segunda rodada
| 19 de novembro | Náutico | 1 – 1 | Moto Club | Etelvino Mendonça, Itabaiana |
| 16:00          |         |       |           | Árbitro: ND                  |

| 19 de novembro | Botafogo-PB | 0 – 1 | Bahia | Etelvino Mendonça, Itabaiana |
| 20:00          |             |       |       | Árbitro: ND                  |

Terceira rodada
| 21 de novembro | Náutico | 2 – 1 | Botafogo-PB | Etelvino Mendonça, Itabaiana |
| 16:00          |         |       |             | Árbitro: ND                  |

| 21 de novembro | Bahia | 3 – 0 | Moto Club | Etelvino Mendonça, Itabaiana |
| 20:00          |       |       |           | Árbitro: ND                  |

### Grupo E
Primeira rodada
| 17 de novembro | ABC | 2 – 0 | Juazeirense | Estádio da UNIT, Aracaju |
| 16:00          |     |       |             | Árbitro: ND              |

| 17 de novembro | Santa Cruz | 1 – 2 | Fortaleza | Arena Batistão, Aracaju |
| 16:00          |            |       |           | Árbitro: ND             |

Segunda rodada
| 19 de novembro | Juazeirense | 2 – 2 | Santa Cruz | Estádio do Petroclube, Aracaju |
| 16:00          |             |       |            | Árbitro: ND                    |

| 19 de novembro | ABC | 0 – 1 | Fortaleza | Arena Batistão, Aracaju |
| 21:00          |     |       |           | Árbitro: ND             |

Terceira rodada
| 21 de novembro | Fortaleza | 3 – 1 | Juazeirense | Estádio da UNIT, Aracaju |
| 16:00          |           |       |             | Árbitro: ND              |

| 21 de novembro | Santa Cruz | 4 – 1 | ABC | Arena Batistão, Aracaju |
| 21:00          |            |       |     | Árbitro: ND             |

- Obs: Apenas os 3 melhores segundos colocados, somando todos os grupos, irão avançar de fase. Os primeiros colocados de cada grupo têm classificação garantida para a 2ª fase da competição.